# Марион (округ, Индиана)
Ма́рион (англ. Marion County) — округ в США, штате Индиана. Официально образован 1 апреля 1822 года. По состоянию на 2013 год, численность населения составляла 928 281 человек. Получил своё наименование в честь американского политического и военного деятеля Фрэнсиса Мэриона.

## География
По данным Бюро переписи США, общая площадь округа равняется 933,2 км², из которых 926,0 км² суша и 7,2 км² или 0,77 % это водоёмы.

## Климат
Климат в Марионе характеризуется жарким влажным летом и в целом мягкой или прохладной зимой. Согласно системе классификации климата Кёппена, в округе влажный субтропический климат, на климатических картах обозначаемый аббревиатурой «Cfa».

## Население
По данным переписи населения 2000 года в округе проживает 860 454 жителей в составе 352 164 домашних хозяйств и 213 411 семей. Плотность населения составляет 838,00 человек на км2. На территории округа насчитывается 387 183 жилых строений, при плотности застройки около 377,00-ми строений на км2. Расовый состав населения: белые — 70,49 %, афроамериканцы — 24,17 %, коренные американцы (индейцы) — 0,25 %, азиаты — 1,43 %, гавайцы — 0,04 %, представители других рас — 1,98 %, представители двух или более рас — 1,64 %. Испаноязычные составляли 3,87 % населения независимо от расы.
В составе 352 164,00 % из общего числа домашних хозяйств проживают дети в возрасте до 18 лет, 18,00 % домашних хозяйств представляют собой супружеские пары проживающие вместе, 41,20 % домашних хозяйств представляют собой одиноких женщин без супруга, 14,90 % домашних хозяйств не имеют отношения к семьям, 31,80 % домашних хозяйств состоят из одного человека, 8,70 % домашних хозяйств состоят из престарелых (65 лет и старше), проживающих в одиночестве. Средний размер домашнего хозяйства составляет 2,39 человека, и средний размер семьи 3,03 человека.
Возрастной состав округа: 25,80 % моложе 18 лет, 10,00 % от 18 до 24, 32,90 % от 25 до 44, 20,20 % от 45 до 64 и 20,20 % от 65 и старше. Средний возраст жителя округа 34 лет. На каждые 100 женщин приходится 93,60 мужчин. На каждые 100 женщин старше 18 лет приходится 90,00 мужчин.
Средний доход на домохозяйство в округе составлял 40 421 USD, на семью — 49 387 USD. Среднестатистический заработок мужчины был 36 503 USD против 27 846 USD для женщины. Доход на душу населения составлял 21 789 USD. Около 8,70 % семей и 11,40 % общего населения находились ниже черты бедности, в том числе — 15,30 % молодежи (тех, кому ещё не исполнилось 18 лет) и 8,00 % тех, кому было уже больше 65 лет.